# Cryopega
Cryopega là một chi bướm đêm thuộc họ Geometridae.